# 多齒盤唇鱨
多齒盤唇鱨，為輻鰭魚綱鯰形目倒立鯰科的其中一種，分布於非洲獅子山Bagbwe河，體長可達5.2公分，被IUCN列為極危保育類動物。

## 扩展阅读
維基物種上的相關：多齒盤唇鱨